# انجيل بيسمارك كوريل
انجيل بيسمارك كوريل (بالإنجليزية: Angel Bismark Curiel)‏ من مواليد 16 أكتوبر 1995 في ميامي، فلوريدا، هو ممثل أمريكي اشتهر بتصويره على أنه ليل بابي إيفانجليستا في المسلسل التلفزيوني يشير إلى (2018-2021).
في خريف عام 2020 صدر فيلمه الأخير التفكير النقدي.

## روابط خارجية
- أنخيل بيسمارك كوريل على موقع IMDb (الإنجليزية)
- أنخيل بيسمارك كوريل على موقع روتن توميتوز (الإنجليزية)
- أنخيل بيسمارك كوريل على موقع ألو سيني (الفرنسية)
- أنخيل بيسمارك كوريل على موقع قاعدة بيانات الفيلم (الإنجليزية)
- أنخيل بيسمارك كوريل على موقع كينوبويسك (الروسية)